# Keith Crofford
Keith Crofford (Tuscaloosa, 14 aprile 1956) è un dirigente d'azienda statunitense.È noto soprattutto per essere stato l'ex vicepresidente esecutivo di Adult Swim, blocco televisivo di Cartoon Network, e general manager di Williams Street.
Nel dicembre 2020, Crofford si è ritiriato dalla compagnia.

## Biografia
Keith Crofford nacque il 14 aprile 1956 a Tuscaloosa, in Alabama. Frequentò la Florida High School a Tallahassee e fece teatro all'Università statale della Florida dal 1974 al 1978.

## Carriera
Nella sua carriera ha spesso lavorato per la Williams Street per le serie animate Space Ghost Coast to Coast, Aqua Teen Hunger Force, The Brak Show e Squidbillies. Inoltre ha collaborato con altre case di produzione, in serie come Sealab 2021, Robot Chicken, Tom Goes to the Mayor, The Oblongs, Minoriteam e Moral Orel. Crofford è anche dirigente della produzione di Cartoon Network per la serie animata The Venture Bros..

## Filmografia

### Produttore esecutivo
- Space Ghost Coast to Coast – serie animata, 108 episodi (1994-2008)
- The Moxy Show – serie animata (1995)
- Cartoon Planet – serie animata, 146 episodi (1995-1998, 2012-2014)
- Aqua Teen Hunger Force – serie animata, 139 episodi (2000-2015)
- Sealab 2021 – serie animata, 52 episodi (2000-2005)
- Brak Presents the Brak Show Starring Brak – speciale televisivo (2000)
- ToonHeads – serie TV (2000-2001)
- The Popeye Show – serie animata, 45 episodi (2001-2003)
- Thundarr University – film TV (2002)
- The Brak Show – serie animata, 29 episodi (2000-2003, 2007)
- Harvey Birdman, Attorney at Law – serie animata, 11 episodi (2004)
- Spacecataz – serie animata (2004)
- Anime Talk Show – speciale televisivo (2004)
- Perfect Hair Forever – serie animata, 9 episodi (2004-2014)
- Stroker & Hoop – serie animata, 13 episodi (2004-2005)
- Lucy: The Daughter of the Devil – serie animata (2005)
- Robot Chicken – serie animata, 179 episodi (2005-2018)
- 12 oz. Mouse – serie animata, 31 episodi (2005-2020)
- Squidbillies – serie animata, 114 episodi (2005-2017)
- Korgoth of Barbaria – serie animata (2006)
- Frisky Dingo – serie animata, 25 episodi (2006-2008)
- Assy McGee – serie animata, 20 episodi (2006-2008)
- Aqua Teen Hunger Force Colon Movie Film for Theaters – film (2007)
- That Crook'd 'Sipp  – film TV, regia di David Banner, Jacob Escobedo, Nick Weidenfeld e Mike Weiss (2007)
- Let's Fish – corto televisivo (2007)
- Robot Chicken: Star Wars – speciale televisivo (2007)
- The Xtacles – serie animata, 2 episodi (2008)
- Robot Chicken: Star Wars Episode II – speciale televisivo (2008)
- The Venture Bros. – serie animata, 26 episodi (2013-2018)
- Freaknik: The Musical – film TV (2010)
- Off the Air – serie TV, 31 episodi (2011-2019)
- For-Profit Online University – corto televisivo (2013)
- Live Forever as You Are Now with Alan Resnick – corto televisivo (2013)
- Rick and Morty – serie animata, 22 episodi (2013-2015)
- Your Pretty Face Is Going to Hell – serie TV, 18 episodi (2013-2015)
- Fartcopter – corto televisivo (2014)
- Goth Fitness – corto televisivo (2014)
- Alpha Chow – corto televisivo (2014)
- Too Many Cooks – corto televisivo (2014)
- Mike Tyson Mysteries – serie animata, 1 episodio (2014)
- Book of Christ – corto televisivo (2014)
- The Heart, She Holler – serie TV, 8 episodi (2014)
- Unedited Footage of a Bear – corto televisivo (2014)
- FishCenter – serie TV (2015)
- M.O.P.Z. – film TV (2016)
- The Adult Swim Golf Classic – film TV (2016)
- Gigglefudge, U.S.A. – film TV (2016)
- Childrens Hospital – serie TV, 14 episodi (2016)
- Giles Vanderhoot – film TV (2016)
- Live at the Necropolis: The Lords of Synth – film TV (2016)
- News Hits – film TV (2016)
- Bad Guys – serie animata, episodio 1x1 (2016)
- Stupid Morning Bullshit – serie TV, 1 episodio (2017)
- Samurai Jack – serie animata, 10 episodi (2017)
- The Shivering Truth – serie animata, 7 episodi (2018)

### Doppiatore
- Space Ghost Coast to Coast – serie animata, 1 episodio (1996)
- Robot Chicken – serie animata, 4 episodi (2005-2008)

### Sceneggiatore
- Space Ghost Coast to Coast – serie animata, 5 episodi (1994-1996)